# Luann Van Houten
Luann Van Houten is een personage uit de animatieserie The Simpsons. Ze is de moeder van Milhouse. Haar stem wordt gedaan door Maggie Roswell. Toen Roswell de serie verliet, werd Luann een niet sprekend personage, gelijk aan Helen Lovejoy, dat vooral op de achtergrond te zien was.

## Profiel
Luann Van Houten werd geboren in Shelbyville. In een aflevering waarin Milhouse zijn grootmoeder opzoekt wordt gesuggereerd dat Luan van Italiaanse afkomst is, maar ze vertoont geen kenmerken die deze afkomst ondersteunen.
Toen ze nog jong was ging ze geregeld naar Camp Land-A-Man met Marge Simpson, Patty en Selma Bouvier, Helen Lovejoy en Cookie Kwan.
Ze ziet Bart Simpson als een slecht voorbeeld voor haar zoon, en houdt van jacuzzi's. Ze is een goede moeder en moedigt Milhouse altijd aan om meer zelfverzekerd te zijn. In haar vrije tijd is ze lid van de vrijwillige brandweer.

## Relatie met Kirk Van Houten
Luann scheidde van Kirk na een ruzie over een spelletje Pictionary. Luann kreeg na de scheiding de voogdij over Milhouse, en gebruikte haar nieuwe leven als vrijgezel om een ander leven te gaan leiden.
In de aflevering "Milhouse of Sand and Fog" stonden de Van Houtens op het punt om toch weer bij elkaar te komen, en een plan van Bart en Milhouse om ze van elkaar te scheiden faalde.
In de aflevering "Little Orphan Millie" hertrouwde ze met Kirk.

## Trivia
Vanwege de grote gelijkenis tussen de twee werden op internet geruchten verspreid dat Kirk en Luann bloedverwanten waren. Matt Groening ontkende dit in een tv-interview, en verklaarde dat mensen zich aangetrokken voelen tot iemand die op hen lijkt. Ook werd in de serie onthuld dat Luann valse wenkbrauwen draagt, en zonder die wenkbrauwen al lang niet meer zo sterk op Kirk lijkt.
Homer Simpson · Marge Simpson · Bart Simpson · Lisa Simpson · Maggie Simpson · Abraham Simpson · Patty en Selma Bouvier · Jacqueline Bouvier · Mona Simpson · Santa's Little Helper · Snowball II · Familie Bouvier
Jasper Beardley · Comic Book Guy · Eddie en Lou · Maude Flanders · Ned Flanders · Professor Frink · Barney Gumble · Julius Hibbert · Lionel Hutz · Eerwaarde Lovejoy · Kapitein Horatio McCallister · Hans Moleman · Bleeding Gums Murphy · Apu Nahasapeemapetilon · Mayor Joe Quimby · Dr. Nick Riviera · Agnes Skinner · Cletus Spuckler · Squeaky Voiced Teen · Disco Stu · Moe Szyslak · Kirk Van Houten · Luann Van Houten · Chief Clancy Wiggum
Gary Chalmers · Rod en Todd Flanders · Jimbo Jones · Kearney · Edna Krabappel · Otto Mann · Nelson Muntz · Martin Prince · Seymour Skinner · Milhouse Van Houten · Ralph Wiggum · Groundskeeper Willie · andere studenten
Montgomery Burns · Carl Carlson · Lenny Leonard · Waylon Smithers
Itchy en Scratchy · Kent Brockman · Krusty de Clown · Troy McClure · Rainier Wolfcastle · Radioactive Man
Snake · Kang & Kodos · Sideshow Bob · Fat Tony
Treehouse of Horror
Bart vs. the World · Bart Simpson's Escape from Camp Deadly · The Simpsons Arcadespel · Bart vs. the Space Mutants · Bart's House of Weirdness ·Bart vs. The Juggernauts · Krusty's Fun House · Bartman Meets Radioactive Man · Bart's Nightmare · The Itchy and Scratchy Game · Virtual Bart · Bart and the Beanstalk · Itchy & Scratchy in Miniature Golf Madness · Cartoon Studio · Virtual Springfield · Night of the Living Treehouse of Horror · Bowling · Wrestling · Road Rage · Skateboarding · Hit & Run · The Simpsons Game · The Simpsons: Tapped Out
The Simpsons · The Simpsons Pinball Party
Strips: Simpsons Comics · Bart Simpson serie · Itchy & Scratchy Comics · Bart Simpson's Treehouse of Horror · Futurama/Simpsons Infinitely Secret Crossover Crisis
Tijdschrift: Simpsons Illustrated
Boeken: Bart Simpson's Guide to Life · Family Album · Library of Wisdom · Complete Guides · Planet Simpson · The Simpsons and Philosophy
Actiefiguurtjes: World of Springfield
The Simpsons Movie
Bankgrap ·
Canyonero · 
D'oh! · 
Duff Beer · 
Schoolbordgrap · 